# Selenops submaculosus
Selenops submaculosus is een spinnensoort in de taxonomische indeling van de Selenopidae.
Het dier komt voor op Cuba, de Bahama's, de Kaaimaneilanden en het zuiden van Florida.
Het dier behoort tot het geslacht Selenops. De wetenschappelijke naam van de soort werd voor het eerst geldig gepubliceerd in 1940 door Elizabeth Bangs Bryant.